# Clarke Boland Big Band
Clarke Boland Big Band (CBBB) var ett storband verksamt mellan 1962 och 1973. 
Bandets ursprungliga upphovsmän, den amerikanske trumslagaren Kenny Clarke och den i Belgien födde Francois Francy Boland, gav sina namn åt detta europeiska storband som under denna period ansågs vara det främsta. Den i Tyskland födde italienaren Gigi Campi som tillhörde en förmögen släkt fick idén till att bilda storbandet och blev dess manager.